# جرمی دیویس
جرمی دیویس (زاده ۸ اکتبر ۱۹۶۹) یک بازیگر سینما و تلویزیون آمریکایی است.
او برای نقشش در فیلم نجات سرباز رایان و ایفای نقش شخصیت دنیل فارادی در مجموعه لاست شناخته می‌شود. او در فیلم دیوانه تفنگ، سی‌کیو، بررسی رابطه جنسی، پروژه لارامی و حریص بازی کرده‌است.
وی همچنین در بازی خدای جنگ ۴ در نقش بالدر نقش آفرینی کرده‌است.